# Leucoloma ambreanum
Leucoloma ambreanum är en bladmossart som beskrevs av Ferdinand François Gabriel Renauld och Cardot in Renauld 1891. Leucoloma ambreanum ingår i släktet Leucoloma och familjen Dicranaceae. Inga underarter finns listade i Catalogue of Life.